# Inauguration of the Commonwealth
Inauguration of the Commonwealth, známý také jako Inauguration of the Australian Commonwealth, byl australský němý film z roku 1901. Režisérem byl Joseph Perry (1863–1943). Film trval zhruba 35 minut a premiéru měl v Sydney v Her Majesty's Theatre 19. ledna 1901.
Jedná se o první celovečerní a ve své době dosud nejdelší a nejrychleji se rozšířující film, který vznikl v Austrálii. Poptávka po zhlédnutí filmu byla obrovská, výtěžek z filmu byl použit na podporu mise Armády spásy. Přestože se kvalita filmu v průběhu času zhoršovala, část záběrů se dochovala. Film se v současnosti nachází v National Film and Sound Archive.